# Irgun
Irgun (polno ime: הארגון הצבאי הלאומי בארץ ישראל, Ha-Irgun Ha-Tzvai Ha-Leumi b-Eretz Yisrael, oz. Narodna vojaška organizacija države Izrael) je bila sionistična paravojaška organizacija, ki je delovala v britanskem mandatu za Palestino med leti 1931 in 1948. Irgun je bil veja večje organizacije Hagana in je deloval do leta 1948, ko so bile ustanovljene Izraelske obrambne sile.
Med najbolj znane akcije Irguna sodita bombni napad na hotel King David v Jeruzalemu, ki je bil sedež britanske oblasti, in napad na arabsko vas Deir Yassin.
Irgun je bil predhodnik izraelske politične stranke Herut (Svoboda), ki se je kasneje preimenovala v Likud, največjo desnosredinsko politično stranko v Izraelu.

## Nastanek organizacije in začetki
Judje, ki so se po objavi Balfourjeve deklaracije pričeli intenzivneje naseljevati na ozemlju Palestine, so bili že od začetka tarča arabskih napadov in so zato leta 1920 po nemirih ustanovili organizacijo Hagana, ki je nato uspešno preprečila nasilje Arabcev leto kasneje. Hagana je bila strogo obrambna organizacija, ki jo je vodila judovska delavska stranka Histadrut. 
Leta 1929 so Arabci začeli z množičnimi napadi na Jude, in sicer najprej v Jeruzalemu, nato pa tudi v Hebronu in nekaterih drugih mestih. Hagano so ti napadi popolnoma presenetili in v tednu nemirov je bilo ubitih kar 133 Judov. To je med nekaterimi pripadniki Hagane sprožilo veliko ogorčenje in zahtevali so, da Hagana postane bolj militantna ter da prične s povračilnimi akcijami proti Arabcem, ki so pasivnost Hagane smatrali kot šibkost. To ni bilo po volji judovskih voditeljev, ki so akcije Hagane precej omejevali na defenzivne akcije. 
Odstavitev Haganinega poveljnika za jeruzalemsko okrožje Avrahama Tehomija je povzročila, da se mu je pridružilo mnogo poveljnikov drugih okrožij. Skupaj so tako ustanovili novo vojaško organizacijo, ki se je sprva imenovala Hagana Bet, kasneje se je preimonovala v Irgun. Ta je temeljila na idejah sionističnega revizionizma, ki ga je utemeljil Zeev Jabotinski. Jabotinski je zagovarjal idejo ustanovitve judovske države v Palestini, pri čemer bi bila potrebna močna judovska vojaška organizacija, ki bi odvračala arabske napade in zagotovila dolgoročni obstoj judovske države. 
Organizacija je sprva imela veliko težav, saj ni imela sredstev za svoje delovanje. Delavska stranka Histadrut je poleg tega pripadnike Irguna odpuščala, ali pa jih ni hotela zaposliti, saj je imela pod nadzorom tudi zavod za zaposlovanje. Irgun je sprva deloval le v Jeruzalemu in pridobil mnogo izobraženih Judov, ki so sodelovali pri razvoju gibanja in v naslednjih dveh letih so nastale tudi podružnice v večjih judovskih mestih, kot so Tel Aviv, Haifa in Safed, močno podporo pa je Irgun imel tudi iz vrst organizacije Betar.
Z naraščajočo protijudovsko politiko v Evropi v sredini 30. let 20. stoletja je število Judov v Palestini začelo strmo naraščati, kar je leta 1936 privedlo do vsesplošne arabske vstaje, ki je s presledki trajala kar tri leta. 
Ker Irgun za širše posredovanje ni imel sredstev, se je Tehomi odločil, da delitev na dve vojaški organizaciji dolgoročno ne bo zagotavljala varnosti, zato se je leta 1937 približno s polovico pripadnikov Irguna in večina vrhovnih poveljnikov vrnil k Hagani. Irgun je bil tako sestavljen večinoma le še iz pripadnikov organizacije Betar, kar ga je precej oslabilo, vendar politično ter ideološko poenotilo. Dodatne probleme je predstavljal tudi ukaz Jabotinskega, da naj se tudi Irgun vzdrži napadov na Arabce, čeprav so slednji dostikrat izvajali teroristične napade na Jude.

## Obdobje pred 2. svetovno vojno
Irgun je že leta 1934 začel z organizacijo priseljevanja Judov v Palestino. Zanje je bil organiziran ladijski prevoz, nato pa so bili diskretno razseljeni po različnih judovskih naselbinah tako, da jih Britanci niso opazili. Poleg tega so bile v Evropi ustanovljene podružnice Irguna, katerih namen je bilo vojaško urjenje Judov in priprava na njihovo selitev v Palestino. Pri tem je bil najbolj dejaven pripadnik Irguna Avraham Stern. Judovska agencija in ostale judovske organizacije tedaj pri tem še niso sodelovale, saj so verjele, da bodo Britanci v prihodnosti dovolili legalno priseljevanje Judov.
Poleg tihotapljenja Judov v Palestino je Irgun pričel tudi z napadi na Arabce z bombami in strelnim orožjem. 14. novembra 1937 je Irgun izvedel niz povračilnih akcij proti Arabcem, s čimer je končal politiko pasivnega delovanja proti arabskim napadom. Napadi so povzročili obsodbo s strani Judovske agencije. Kar nekaj pripadnikov Irguna so med akcijami zajeli Britanci, Arabci pa so po teh akcijah postali previdnejši in niso več izvajali toliko napadov na judovske naselbine.
Leta 1938 je vrhovni poveljnik Irguna postal David Raziel, ki je začel tudi z načrtnim vojaškim urjenjem pripadnikov. Bil je tudi avtor mnogih vojaških priročnikov, ki so bili pri urjenju v veliko pomoč.
17. maja 1939 so Britanci objavili načrt o omejitvi judovskega priseljevanja, kar je med Judi povzročilo veliko ogorčenje. Ravno tako z njim niso bili zadovoljni Arabci, katerim se je načrt zdel premalo radikalen. Zaradi ponovnega arabskega nasilja je Jabotinski pristal na akcije proti Arabcem, zato je s povračilnimi akcijami in organizacijo ilegalnega priseljevanja pričela tudi Hagana.
Zaradi uvedbe priselitvenih kvot se je pričelo obdobje napadov na britansko infrastrukturo, kar je okrepilo britanske operacije proti Irgunu in mnogo vodilnih pripadnikov, vključno z Davidom Razielom, je bilo aretiranih. 
Obdobje napadov se je končalo z začetkom druge svetovne vojne, saj Irgun ni želel otežiti britanskih prizadevanj v boju proti nacistični Nemčiji, ki so jo Judje ravno tako smatrali kot veliko grožnjo. Po tej deklaraciji in pripravljenosti Irguna pri boju proti nacistom v Evropi so Britanci pričeli počasi izpuščati zajete pripadnike Irguna.

## Obdobje med vojno
Premirje z Britanci ni bilo všeč vsem pripadnikom Irguna. Skupina, zbrana okrog Avrahama Sterna, je menila, da je z akcijami proti Britancem potrebno ne glede na razmere nadaljevati, kar je leta 1940 pripeljalo do odcepitve dela pripadnikov Irguna. Nastala je organizacija Borci za svobodo Izraela, znana tudi kot Lehi.
Britanci so maja 1941 prosili Irgun za operacijo v kateri bi minirali naftno rafinerijo v Bagdadu, ki je bila ključna za oskrbo nemške Luftwaffe z gorivom. Po prihodu v Irak je bil ob nemškem zračnem napadu David Raziel ubit, zato je razvoj Irguna zastal za dobro leto. 
V letih 1942 in 1943 je postalo jasno, da se vojna sreča obrača na stran zaveznikov. Obenem so Palestino dosegle tudi novice o holokavstu, kar pa ni spremenilo britanskega stališča do priseljevanja Judov. V nekaterih primerih so Britanci prispele Jude vrnili v Evropo, čeprav jih je tam čakala praktično gotova smrt. Zato so se znotraj Irguna pojavljale vedno glasnejše zahteve po končanju premirja z Britanci.
Leta 1943 je vodenje Irguna prevzel Menahem Begin. Begin je vzpostavil nov generalštab, napovedal takojšen konec premirja z Britanci in napovedal ločitev organizacije od revizionistične ideologije. 1. februarja 1944 je Irgun napovedal odpor proti Britancem.
Prvi cilji Irgunovih napadov so bili britanski uradi za priseljevanje in policijske postaje, napadi na vojaške cilje pa so bili odloženi do konca vojne. Da bi se izognili nepotrebnim žrtvam, je Irgun pred napadi opozoril britansko osebje in lokalno prebivalstvo, naj se ne zadržuje v bližini britanskih uradov.
Napadi so povzročili obsodbo s strani Judovske agencije, ki si ni želela poglabljati konflikta z Britanci. Zahtevala je, da se Irgun podredi njenim zahtevam in napovedala začetek akcij proti Irgunu,v kolikor slednji ne preneha z aktivnostmi.
Novembra 1944 sta dva pripadnika Lehija v Kairu umorila lorda Moyna, zaradi česar je Hagana s pomočjo Britancev pričela t.i. sezono lova na pripadnike Irguna. Begin je zato pripadnike Irguna pozval k umiritvi razmer, da ne bi izzval državljanske vojne med Judi. Mnogi pripadniki Irguna so bili aretirani, ravno tako pa so bili aretirani mnogi pristaši sionističnega revizionizma, ki je šel Judovski agenciji močno v nos. Akcija je šla tako daleč, da so celo Britanci Judovsko agencijo obtožili načrtnega odstranjevanja politične opozicije.
Po množičnih aretacijah se je organizacija opomogla in Irgun je spomladi 1945 ponovno pričel z napadi na britanske cilje.

## Obdobje po vojni
Spomladi 1945 je bila druga svetovna vojna blizu konca in judovski voditelji so upali, da bodo Britanci odpravili omejitve priseljevanja v Palestino, kar pa se ni zgodilo. Judovska agencija je zato prenehala lov na pripadnike Irguna in napovedala ustanovitev enotnega judovskega odporniškega gibanja, v katerem bi sodelovale vse tri organizacije - Hagana, Irgun in Lehi. Združeno odporniško gibanje je bilo ustanovljeno oktobra 1945 in je novembra izvedlo prvo skupno akcijo, in sicer miniranje železniških tirov na več mestih v Palestini. Odporniško gibanje je napadlo tudi glavne mostove in več letališč, ter napadalo vojaške postojanke z namenom zbiranja britanskega orožja.
V povračilo so Britanci sprožili več operacij. Najbolj znana med njimi je bila Operacija Agatha, v kateri je bilo aretiranih na tisoče Judov in tudi pripadnikov Judovske agencije. Britanci so zasegli tudi veliko količino dokumentov, v katerih so bile tudi zaupne informacije in jih odnesli na sedež britanske uprave v hotel King David v Jeruzalemu. 
Zajeti dokumenti so vsebovali veliko količino obremenilnih informacij, ki bi lahko razkrile notranjo organizacijo odporniškega gibanja in tudi vpletenost judovskih voditeljev. Irgun je 22. junija 1946 v restavracijo v kavarno v pritličju hotela skrivaj podstavil eksploziv, eksplozija pa je povzročila uničenje južnega krila hotela. Ker Britanci kljub telefonskemu opozorilu niso evakuirali hotela, je bilo ubitih 91 ljudi. Akcija je močno omajala moralo Britancev in uničila številne pisarne, zaradi česar je bilo vodenje Palestine dodatno oteženo. Napad še danes velja za enega najsmrtonosnejših terorističnih napadov v zgodovini.
Zaradi verjetnosti dodatnih represivnih ukrepov Britancev je Judovska agencija razpustila združeno odporniško gibanje, zato se je Irgun znova moral boriti sam, oziroma v povezavi z Lehijem. Napadi so se nadaljevali, Irgun pa je prvič aktiviral tudi svoje celice v Evropi. 
31.oktobra 1946 so pripadniki Lehija razstrelili pročelje britanskega veleposlaništva v Rimu. V naslednjih akcijah so pripadniki Irguna nastavili eksploziv pred hotel Sacher na Dunaju, kjer je bil sedež britanskega poveljstva, miniran pa je bil tudi vlak z britanskimi vojaki.  Sočasno z vojaškimi operacijami je Irgun vodil tudi lobiranje v ZDA, s katerim je želel pridobiti naklonjenost političnega vodstva, pa tudi ameriških Judov. Begin je z bojem proti Britancem in angažiranjem mnenja svetovne javnosti dogajanje v Palestini s hkratnim opominjanjem na holokavst izpostavil do te mere, da je podpora ustanovitvi judovske države začela naraščati.
Decembra 1946 je Irgun ugrabil več britanskih vojakov, ki so bili nato prebičani kot povračilo za bičanje štirih pripadnikov Irguna, ki so bili zajeti nekaj dni prej. Julija naslednje leto je Irgun zajel dva britanska vojaška obveščevalca, Clifforda Martina in Mervyna Paicea, ki sta bila nato obešena kot povračilo za usmrtitev treh pripadnikov Irguna. Oba dogodka sta sprožila proteste v Veliki Britaniji, zahteve britanske javnosti po umiku iz Palestine pa so se okrepile.

## Delitev Palestine in državljanska vojna
Po objavi resolucije ZN o delitvi Palestine na judovsko in arabsko državo je prišlo do arabske vstaje in s tem do polletne državljanske vojne v Palestini. Arabci so izvajali množične bombne napade na judovske zgradbe in tržnice, poleg tega pa so vzpostavili nadzor nad praktično vsemi glavnimi cestami med naselji. Ceste v Jeruzalem so bile popolnoma blokirane in prebivalstvo je pričelo stradati. Hagana je poskusila preboj v Jeruzalem, vendar je pri tem utrpela velike izgube, zato je nadaljnje poskuse prodora opustila.
Zaradi tega sta Irgun in Lehi 6. aprila 1948 pričela z operacijo, katere cilj je bil sprostitev cest do Jeruzalema. Pred napadom so obveščevalci potrdili velike količine orožja v vasi Deir Yassin in prisotnost oboroženih Arabcev iz sosednjih držav, zato je bila vas prva tarča napada.
Kljub močnemu arabskemu odporu je pripadnikom Irguna in Lehija uspelo zavzeti Deir Yassin, ki je bil v bojih močno uničen. Branilce, ki se niso želeli vdati, so pobili, preostale civiliste pa izgnali. Glas o zavzetju Deir Yassina in nadaljnje grožnje z eliminacijo Arabcev je v nadaljevanju državljanske vojne povzročilo, da so se v ostalih krajih z arabskim prebivalstvom mnogi arabski branilci in civilisti umaknili brez boja, kar je olajšalo judovsko napredovanje in povzročilo množično izseljevanje Arabcev.
Ena večjih bitk Irguna je bila bitka za Jafo, ki se je pričela 24. aprila 1948. V tej bitki so se pripadniki Irguna spopadli tudi z britanskimi silami, ki jim kljub oklepnikom in težkemu orožju ni uspelo pregnati pripadnikov Irguna. 
14. maja 1948 so Jeruzalem zapustile zadnje britanske sile in pripadniki Irguna so pričeli z zasedbo predelov, ki so jih zapustili Britanci. Pet dni kasneje so Jeruzalem napadle arabske sile iz Jordanije in pričela se je bitka za Jeruzalem.
Junija 1948 je izraelsko vodstvo pozvalo Irgun k razpustitvi in k vključitvi v Izraelske obrambne sile. Medtem pa je bila na poti ladja Altalena, ki jo je še pred razglasitvijo neodvisnosti Izraela kupil Irgun in je prevažala orožje in vojake. Ladja je zaradi zamud v Izrael prispela 20. junija, posledično pa je prišlo do konflikta med Irgunom in Izraelskimi obrambnimi silami, ki je Irgun obtožil samovoljnega tihotapljenja orožja. Ker Irgun ni želel predati ladje in orožja, s katerim je želel najprej oskrbeti judovske branilce Jeruzalema (ti so bili večinoma iz vrst Irguna), je prišlo do spopada, v katerem je padlo 16 pripadnikov Irguna in trije pripadniki Izraelskih obrambnih sil. Begin je kljub temu uspel umiriti situacijo, ki bi lahko ponovno pripeljala do konflikta znotraj judovske skupnosti.
20. septembra je bil Irgun pod prisilo izraelske vlade končno razpuščen in vključen v Izraelske obrambne sile.

## Organizacija
Irgun je uporabljal dokaj zapleten način novačenja novih članov. Sprejemal je le tiste, ki so bili znani obstoječim pripadnikom organizacije. Novinci so bili izpostavljeni strogemu zasliševanju z namenom izločitve kandidatov, ki niso bili pripravljeni dovolj zavzeto slediti ciljem organizacije, ravno tako je bila s tem praktično izničena možnost, da se v organizacijo vtihotapijo vohuni. Temu je sledilo večmesečno teoretično usposabljanje, kjer so se kandidati seznanili z ideologijo, temu pa je sledilo vojaško urjenje, ki se je izvajalo na skrivaj. Velik poudarek je bil na taktiki delovanja manjših enot, organizirali pa so tudi tečaje za obveščevalce.
Poleg lastnega programa urjenja je Irgun novačil tudi Jude s predhodnimi vojaškimi izkušnjami. Mnogi so bili predhodno pripadniki Hagane ali britanskih sil oz. partizanskih gibanj v okupirani Evropi. Nekateri pripadniki so z namenom pridobitve izkušenj vstopili tudi v vrste Palestinske policije in tako pošiljali Irgunu obveščevalne podatke.  Ti pripadniki so organizaciji zelo pomagali s svojimi izkušnjami.
Pripadniki Irguna so bili razporejeni v majhne celice in so poznali le pripadnike v svoji celici, ne pa tudi v drugih. Namen tega je bilo zavarovanje celotne organizacije v primeru zajetja katerega od pripadnikov. Praktično vsi pripadniki so bili prostovoljci, ki so sicer opravljali običajno delo, le manjši del pripadnikov je bil stalno vpet v dejavnost organizacije.
Irgun je po začetku 2. svetovne vojne vzpostavil tudi podružnice v Evropi in organiziral skupine za boj proti nacistom ter mreže za transport judovskih beguncev v Palestino. Organizacija je postavila tudi skrivne tovarne orožja in delov orožij, čeprav je glavnino orožja dobila s krajo britanskim silam.